# 1746 en littérature
| Années de la littérature : 1743 - 1744 - 1745 - 1746 - 1747 - 1748 - 1749    |
| Décennies de la littérature : 1710 - 1720 - 1730 - 1740 - 1750 - 1760 - 1770 |

Cet article présente les faits marquants de l'année 1746 en littérature.

## Événements
- 2 mai : Voltaire est élu à l’Académie française où il est reçu le 9 mai[1].

- 18 juin : Samuel Johnson signe un contrat pour compiler un dictionnaire de la langue anglaise pour un groupe de libraires londoniens dirigé par Robert Dodsley lors d'un petit-déjeuner littéraire[2].

- 7 juillet : le Parlement de Paris condamne les Pensées philosophiques de Denis Diderot pour son matérialisme et son athéisme[3].
- 25 août : attaque des amérindiens contre Deerfield au Massachusetts, massacre relaté par l'esclave Lucy Terry dans son poème Bars Fight considéré comme le premier texte littéraire composé par un Afro-Américain[4].

## Parutions
- Juin[3] : Denis Diderot, Pensées philosophiques, La Haye, Aux dépens de la compagnie, 1745 (s:Pensées philosophiques), anonyme avec une adresse fictive, en réalité publiées à Paris par le libraire Laurent Durand.

- Emmanuel Kant, Gedanken von der wahren Schätzung der lebendigen Kräfte, Konisberg, 1746 (présentation en ligne) (« Pensées sur la véritable évaluation des forces vives »), son premier ouvrage publié en 1749.
- Étienne Bonnot de Condillac, Essai sur l’origine des connaissances humaines, Amsterdam, Pierre Mortier, 1746 (présentation en ligne).
- Gabriel Bonnot de Mably, Le droit public de l’Europe fondé sur les traités, vol. 1, La Haye, J. Van Duren, 1746 (présentation en ligne), en deux volumes.

- Élie Fréron, Lettres de Madame la Comtesse de *** sur quelques écrits modernes, Genève, chez les frères Philibert, 1746 (présentation en ligne), revue littéraire parue à Paris de 1745 à 1746.
- Jacques Rochette de La Morlière, Angola, histoire indienne, Agra (Paris), 1746 (présentation en ligne)

## Naissances
- 29 juin : Joachim Heinrich Campe, écrivain, linguiste et pédagogue allemand († 22 octobre 1818).